# 尼古拉·戴多維奇
尼古拉·戴多維奇（1992年1月25日—）是塞爾維亞男子水球運動員，目前效力於斯潘道04。他是塞爾維亞國家男子水球隊的成員，在2020年夏季奧林匹克運動會奪得金牌。

## 外部連結
- 尼古拉·戴多維奇的Instagram帳戶